# Castello di Kranichberg
Il castello di Kranichberg (Schloss Kranichberg in tedesco) si trova nell'omonimo villaggio del comune austriaco di Kirchberg am Wechsel nel distretto di Neunkirchen, in Bassa Austria, e le sue prime strutture risalgono al XII secolo.

## Storia

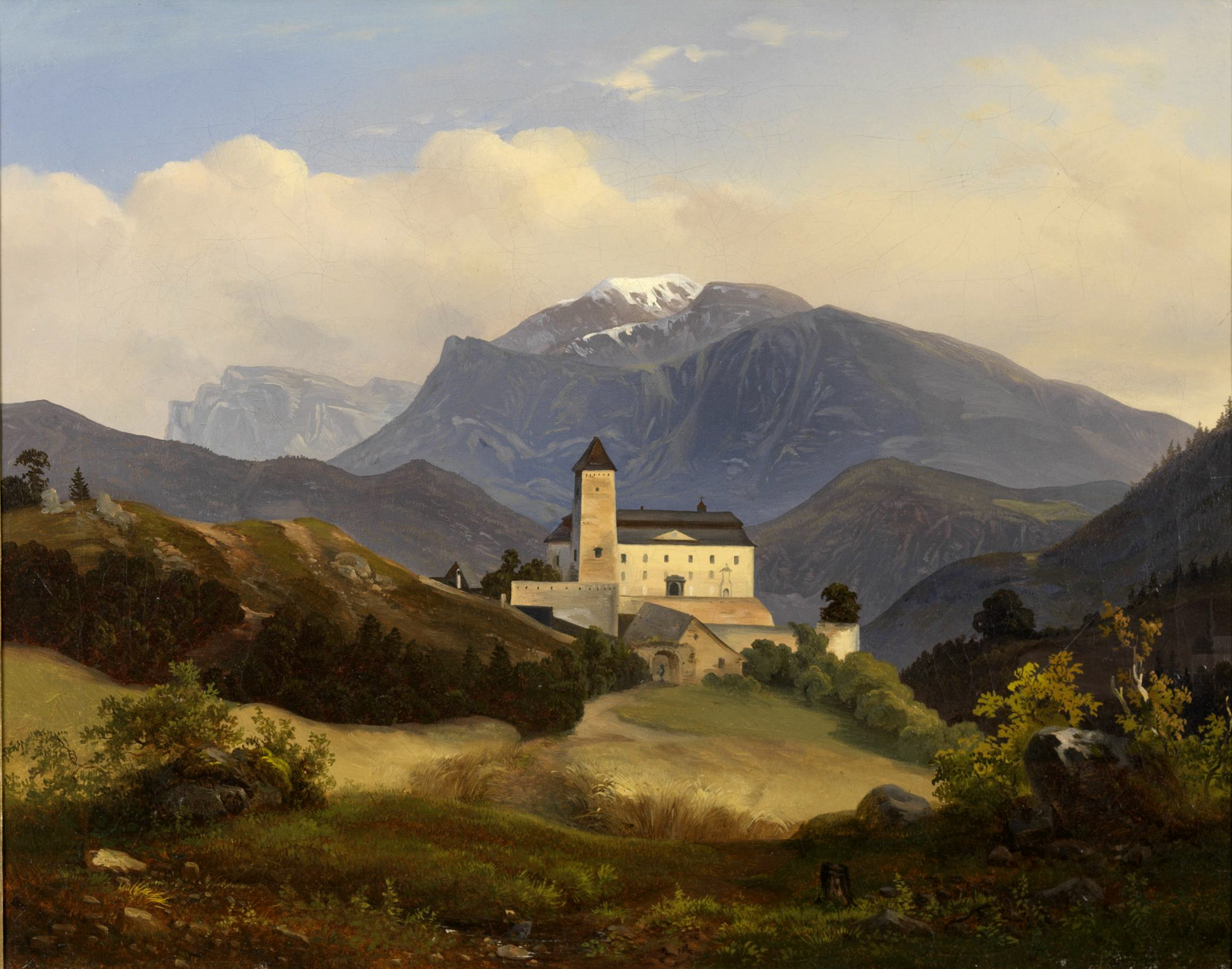
Immagine del castello di Kranichberg in un dipinto del XIX secolo

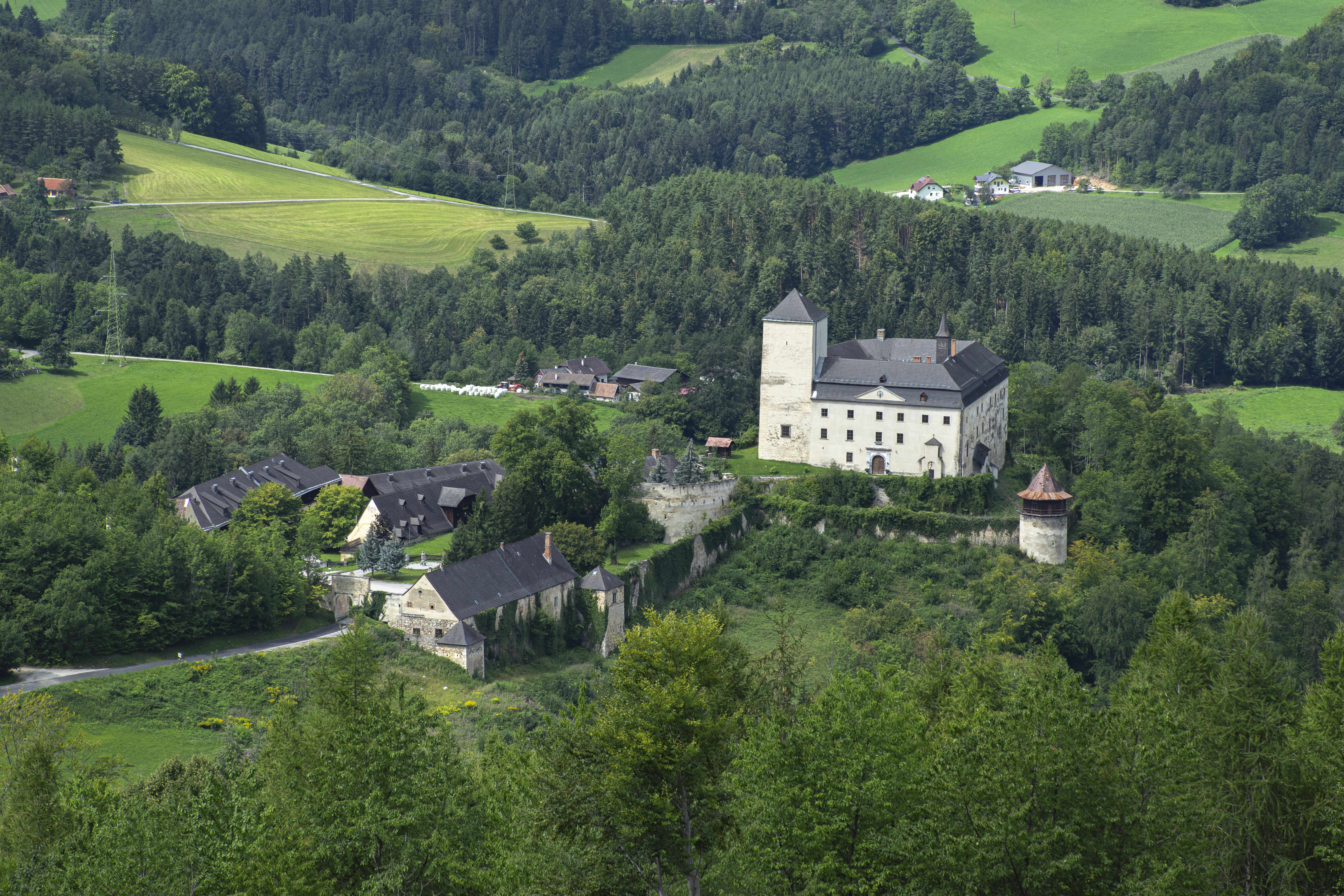
Il castello di Kranichberg con gli edifici nelle sue vicinanze sulla collina

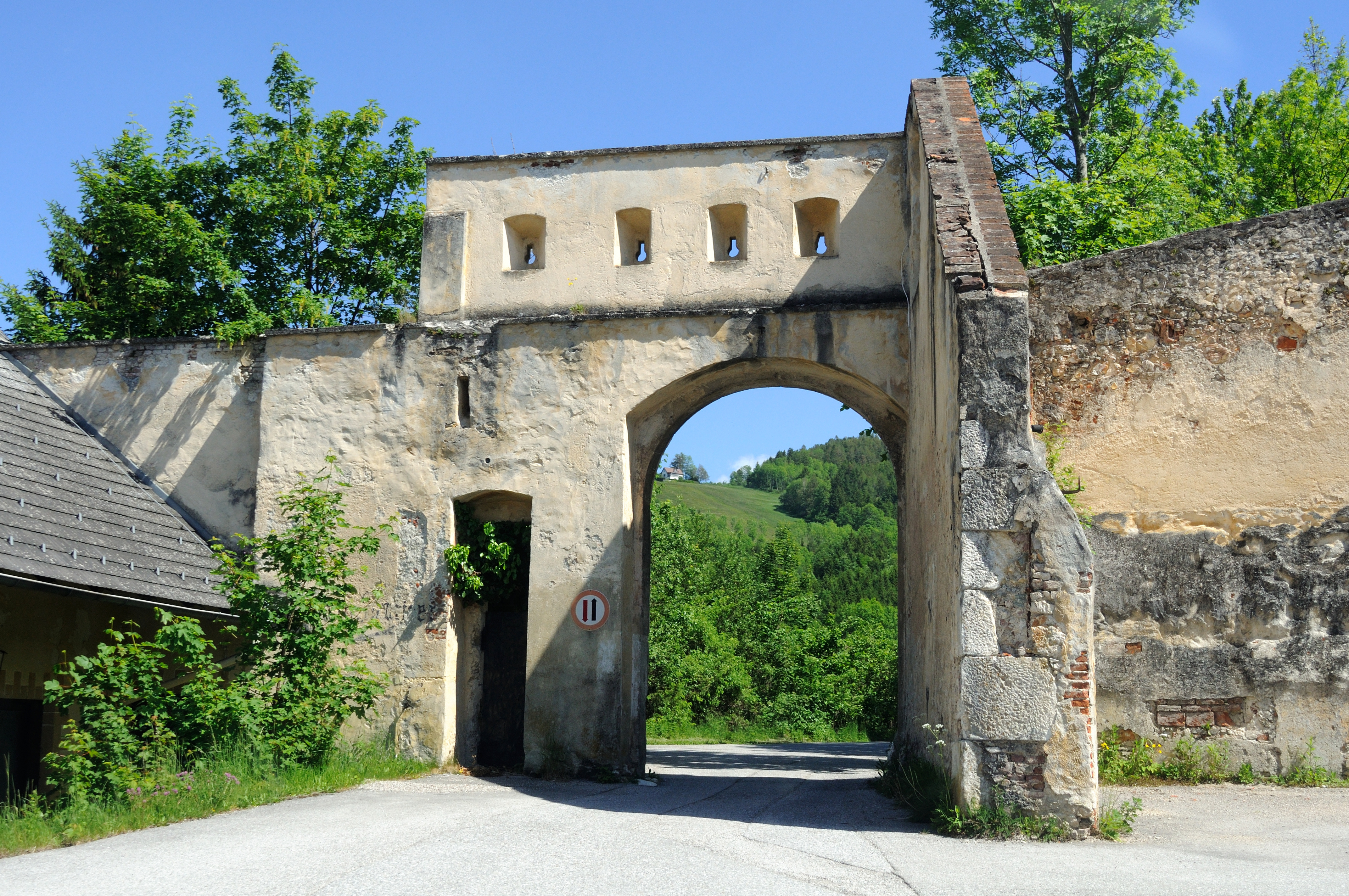
Accesso al castello

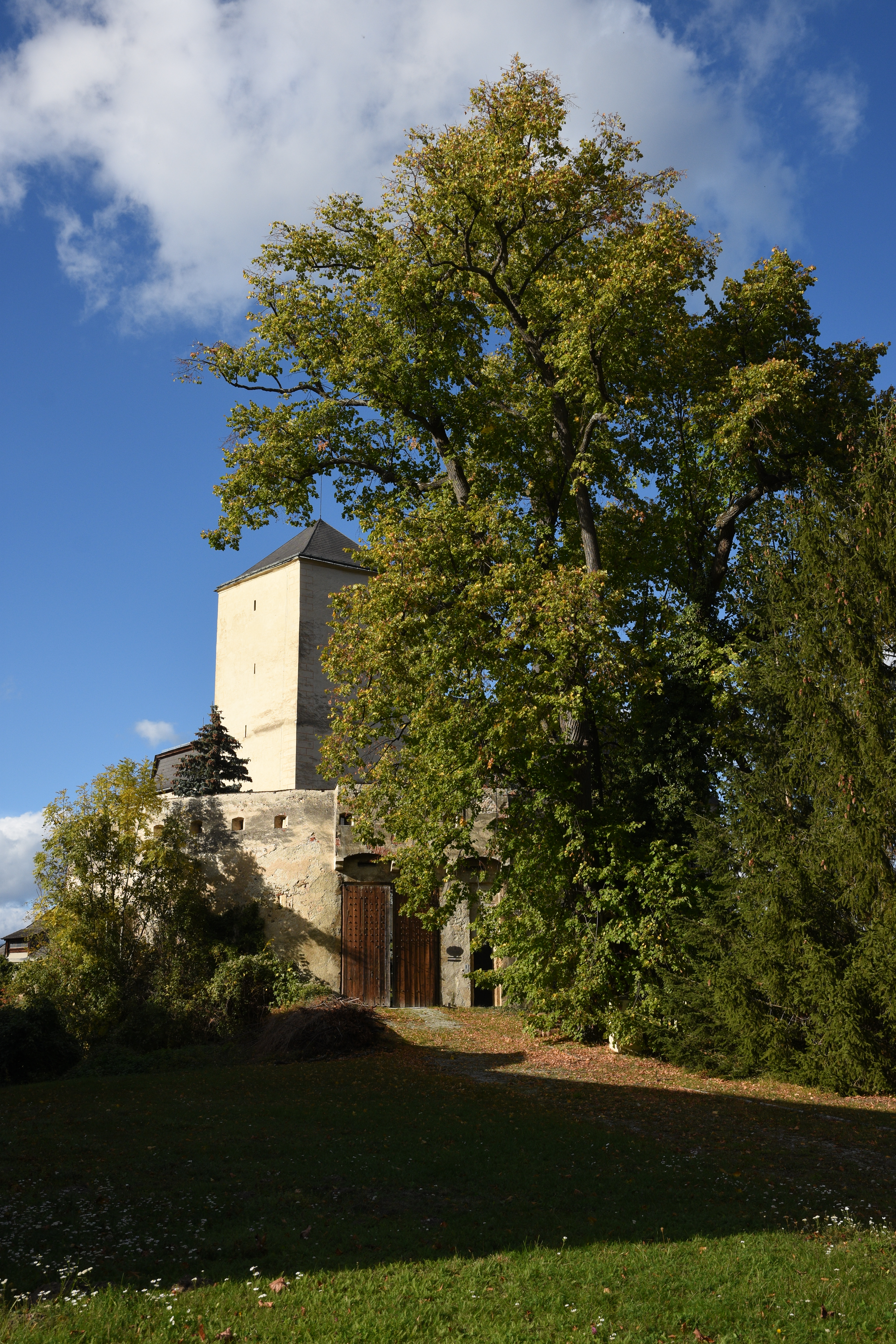
Torre

Intorno al 1150 compare per la prima volta su documenti scritti la citazione del signore locale Sigfrido da Kranichberg e questo fa supporre che la fortificazione fosse già esistente. Una seconda menzione riguarda un altro signore locale all'inizio del XIII secolo: Hermann von Kranichberg. Con l'estinzione di questa famiglia nobile venne ricordato come proprietario, nella seconda metà del XIV secolo, Ulrich II von Wallsee-Graz. Seguirono altri proprietari sino a quando, nel 1480, Kranichberg fu conquistata da Mattia Corvino e seriamente danneggiata poi restaurata con la fine del secolo. Nel corso del XVI secolo il dominio fu feudo della corte imperiale viennese o di nobili ad essa legati. Il maniero cadde in uno stato di semiabbandono e attorno alla metà del XVI secolo il proprietario in quegli anni, Ulrich Maschwander, lo fece restaurare. Le vicende legate alla proprietà continuarono ad avere un carattere di provvisorietà ancora a lungo e intanto il castello venne rafforzato nelle sue strutture difensive resistendo probabilmente con successo all'attacco turco del 1683. Attorno alla metà del XVIII secolo fu un incendio a procurare ingenti danni e, quando fu possibile iniziare la sua ricostruzione, i costi si rivelarono così alti che fu possibile recuperare solo una delle tre torri originarie del castello. Subito dopo la fortificazione venne ceduta all'arcidiocesi viennese. Nella seconda metà del XX secolo fu acquisita dall'industriale statunitense Henry Reichhold e poi nuovamente ceduta ad un privato.

## Descrizione
Il castello si trova su una collina, in posizione dominante e a nord dell'abitato di Kranichberg
nel comune austriaco di Kirchberg am Wechsel nel distretto di Neunkirchen, in Bassa Austria. Dopo le ricostruzioni dei XVIII secolo ha perso l'aspetto di struttura difensiva militare assumendo la forma di grande palazzo a tre piani con quattro ali e un grande cortile interno. Conserva dell'antico maniero solo una grande torre quasi senza finestre e con copertura piramidale.

Il castello di Kranichberg in Austria è un bene sottoposto a tutela artistica col numero 32308.

## Nella cultura di massa
Il castello è stato scelto come ambientazione per il cortometraggio Flucht del 2020.